# Incidente de Honnō-ji
El Incidente de Honnō-ji (本能寺の変 Honnō-ji no Hen?) se refiere al asalto a manos del samurái y general Akechi Mitsuhide en el templo Honnō en Kioto donde se encontraba el daimyō japonés Oda Nobunaga quien finalmente se vio obligado a cometer seppuku el 21 de junio de 1582, terminando así con la ambición de Nobunaga de unificar el país bajo su autoridad.

## Contexto
Oda Nobunaga se encontraba en el punto álgido de su carrera político-militar después de haber vencido al clan Takeda durante la Batalla de Tenmokuzan a comienzos de ese mismo año. Nobunaga mantenía el control del centro de Japón y los únicos rivales por vencer eran el clan Mōri que, después de la muerte de Mōri Motonari y según su última voluntad dejó a su nieto Mōri Terumoto con la única ambición de mantener su statu quo mientras era ayudado por sus dos tíos; y el clan Uesugi, que tras la muerte de Uesugi Kenshin -considerado por muchos expertos como el general más prominente del período Sengoku- dejó al clan Uesugi devastado por una feroz batalla entre sus dos hijos adoptivos por el control del clan, lo que lo debilitó fuertemente; y c) el clan Hōjō, donde Hōjō Ujiyasu -un renombrado estratega militar que también había muerto recientemente-, dejó a su hijo Hōjō Ujimasa al mando. Todos ellos estaban debilitados por respectivas pugnas internas. 
Aprovechando la situación imperante, Oda Nobunaga  comenzó a enviar a sus generales en todas las direcciones para continuar su expansión militar. Envió a Toyotomi Hideyoshi a atacar el clan Mōri, a Niwa Nagahide a preparar la invasión de Shikoku contra el clan Chosokabe, Takigawa Kazumasu fue enviado al clan Hōjō en las provincias de Kozuke y Shinano y a Shibata Katsuie a invadir la Provincia de Echigo, dominio del clan Uesugi.
Al mismo tiempo, Nobunaga invitó a su viejo aliado, Tokugawa Ieyasu, a finalmente recorrer la región Kansai porque ya no serían perseguidos por sectas religiosas como los Ikkō y para poder celebrar su victoria sobre el clan Takeda. Nobunaga recibió la petición de refuerzos por parte de Hideyoshi que se encontraba detenido en el Asedio a Takamatsu. Ieyasu se adelantó a recorrer la provincia de Sakai mientras que Nobunaga en persona hizo los preparativos para reforzar a Hideyoshi en la línea de batalla. Nobunaga entonces le ordenó a Akechi Mitsuhide que partiera a auxiliar a Hideyoshi y se retiró hacia Honnō-ji, uno de sus lugares preferidos de descanso cuando se detenía en Kioto. Los únicos que lo acompañaban eran oficiales de la corte, mercaderes, artistas y una docena de sirvientes personales.

## La Traición de Akechi
Después de recibir la orden de partir al refuerzo de las fuerzas de Hideyoshi, Mitsuhide regresó al Castillo Sakamoto y se trasladó a su base de operaciones en la Provincia de Tanba, fue en este lugar que llamó a una sesión de renga con varios de sus generales más cercanos y les anunció su intención de rebelarse.
Mitsuhide Akechi, antaño fiel servidor, pero en los últimos tiempos secretamente enemistado con Nobunaga, vio la oportunidad de actuar, no sólo porque Nobunaga se encontraba descansando en Honnō-ji y no estaba lo suficientemente preparado para un ataque sorpresa, sino porque todos los daimyō principales y la mayoría del ejército se encontraban en diversas partes del país.
Mitsuhide se dirigió junto a su ejército con rumbo a Chugoku por una ruta que pasaba por Kioto, en el atardecer, justo después de transitar por la provincia de Kioto, Mitsuhide dio su famosa orden: (“¡El enemigo aguarda en Honnō-ji!” (Teki wa Honnōji ni ari! 敵は本能寺にあり?)).
A las primeras hora del día, el ejército de Mitsuhide sitiaba Honnō-ji en un golpe de Estado. Nobunaga, sus guardaespaldas y sus sirvientes trataron de resistir el ataque pero fueron rápidamente superados en número por las tropas de Akechi. Después de ordenar a las mujeres a escapar, una tradición de guerra en ese entonces, Nobunaga ordenó que se le prendiese fuego a Honnō-ji, Nobunaga se preparó para cometer seppuku mientras su joven paje Mori Ranmaru le compraba tiempo. Después del incidente, el cuerpo de Nobunaga nunca fue encontrado y este misterio actualmente es objeto de numerosas especulaciones por parte de novelistas e historiadores.
Después del ataque a Honnō-ji, Mitsuhide se dirigió inmediatamente después al Castillo de Nijō donde Nobutada, el hijo mayor de Nobunaga y heredero del clan se encontraba. Nobutada igualmente se vio obligado a cometer seppuku. Mitsuhide mandó una serie de mensajes a la corte imperial y a clanes cercanos para asegurar su posición, pero fue inmediatamente rechazado al no poder presentar el cadáver de Nobunaga como evidencia, la corte y los demás clanes temían que Nobunaga regresara a reclamar su posición y los castigara.

## Razones de la traición
Las razones por las que Mitsuhide traicionó a Oda Nobunaga han sido objeto de controversia y especulación entre los distintos historiadores. Aunque han existido varias teorías, las más aceptadas son: que le guardaba rencor personal, debido a que Nobunaga causó indirectamente la muerte de la madre de Mitsuhide al no respetar un acuerdo de paz con el clan Hatano (que más tarde se reveló que era una invención por parte de los novelistas del periodo Edo); que tenía la ambición personal de controlar Japón con sus propias manos; o que actuaba simplemente para proteger a los nobles de la corte imperial, cuya autoridad no era respetada por Nobunaga.

## Después del Incidente
Después del asalto a Honnō-ji, Mitsuhide mandó una carta al clan Mōri para que se enteraran de la situación, pero el mensajero de esta carta fue interceptado por el ejército de Hideyoshi; cuando Hideyoshi se enteró de la muerte de Nobunaga, firmó la paz con el clan Mori y rápidamente se retiró, absorbió los remanentes del ejército Oda y se reunió con Niwa Nagahide y Oda Nobutaka en Sakai. En su camino hacia Kioto venció a Mitsuhide en la batalla de Yamazaki donde el ejército de Mitsuhide fue rápidamente superado y Mitsuhide fue asesinado por un grupo de granjeros que estaban furiosos con las consecuencias de su traición; su cabeza fue expuesta frente a las ruinas de Honnō-ji bajo órdenes de Hideyoshi.
Ieyasu que se encontraba en Sakai huyó por diversas provincias, cruzó las montañas de la provincia de Iga y finalmente llegó a las costas de la provincia Ise desde las cuales regresó a su dominio en la provincia de Mikawa en barco, este escape es conocido como "La huida por Iga" en el que Ieyasu fue asistido por sus grupos de Ninjas para ser protegido contra el ejército de Akechi Mitsuhide y asegurar la ruta de escape más rápida. 
Takigawa Kazumasu tuvo que encarar el repentino ataque del clan Hōjō y perdió la mayoría de las tierras que poseía, por lo que perdió el prestigio que había gozado con el clan Oda.
Shibata Katsuie y sus fuerzas fueron emboscados en un contraataque del clan Uesugi en la Provincia de Echizen y se vio imposibilitado de actuar por algún tiempo.
El 16 de julio de 1582 se llevó a cabo la conferencia de Kiyosu, en la cual los generales más influyentes del clan Oda se reunieron a debatir sobre quién sería el legítimo heredero del clan, Hideyoshi era el que había derrotado a Mitsuhide y, por lo tanto, su propuesta de poner al hijo de Nobutada, Oda Hidenobu, en ese momento un infante conocido como Sanbōshi; tenía más peso sobre las de los demás. La conferencia cerró sin una resolución pero el apoyo se vía más cargado hacia Hideyoshi. Shibata Katsuie, el segundo general más influyente del clan se levantó en armas contra Hideyoshi para poder establecer a Oda Nobutaka como el heredero pero fue vencido en la batalla de Shizugatake a manos de Hideyoshi un año después. Oda Nobukatsu pidió ayuda a Tokugawa Ieyasu, para solidificar su posición como heredero del clan y se dieron las batallas de Komaki-Nagakute, que cerraron en un tratado de paz por parte de Hideyoshi hacia Ieyasu. Finalmente se decidió que Sanbōshi sería el heredero del clan y que Hideyoshi sería su guardián hasta que el infante alcanzara la mayoría de edad, posición que le sirvió a Hideyoshi para poder usurpar las provincias pertenecientes del clan Oda y expandir su influencia. El hecho de que nadie más tuviera los recursos, la habilidad o las oportunidades que se le presentaron a Hideyoshi le aseguraron la supremacía y la herencia del legado de Oda Nobunaga.